# Conroe
Pour les articles homonymes, voir Conroe (homonymie).
La ville de Conroe est le siège du comté de Montgomery, dans l’État du Texas, aux États-Unis. Sa population s’élevait à 56 207 habitants lors du recensement de 2010, estimée à 84 378 habitants en 2017.